# David Willcocks
Pour les articles homonymes, voir Willcocks et David Wilcock.
Répertoire
War Requiem de Benjamin Britten
David Willcocks est un chef d'orchestre, compositeur, organiste et chef de chœur britannique né le 30 décembre 1919 à Newquay en Cornouailles, et mort le 17 septembre 2015.

## Biographie

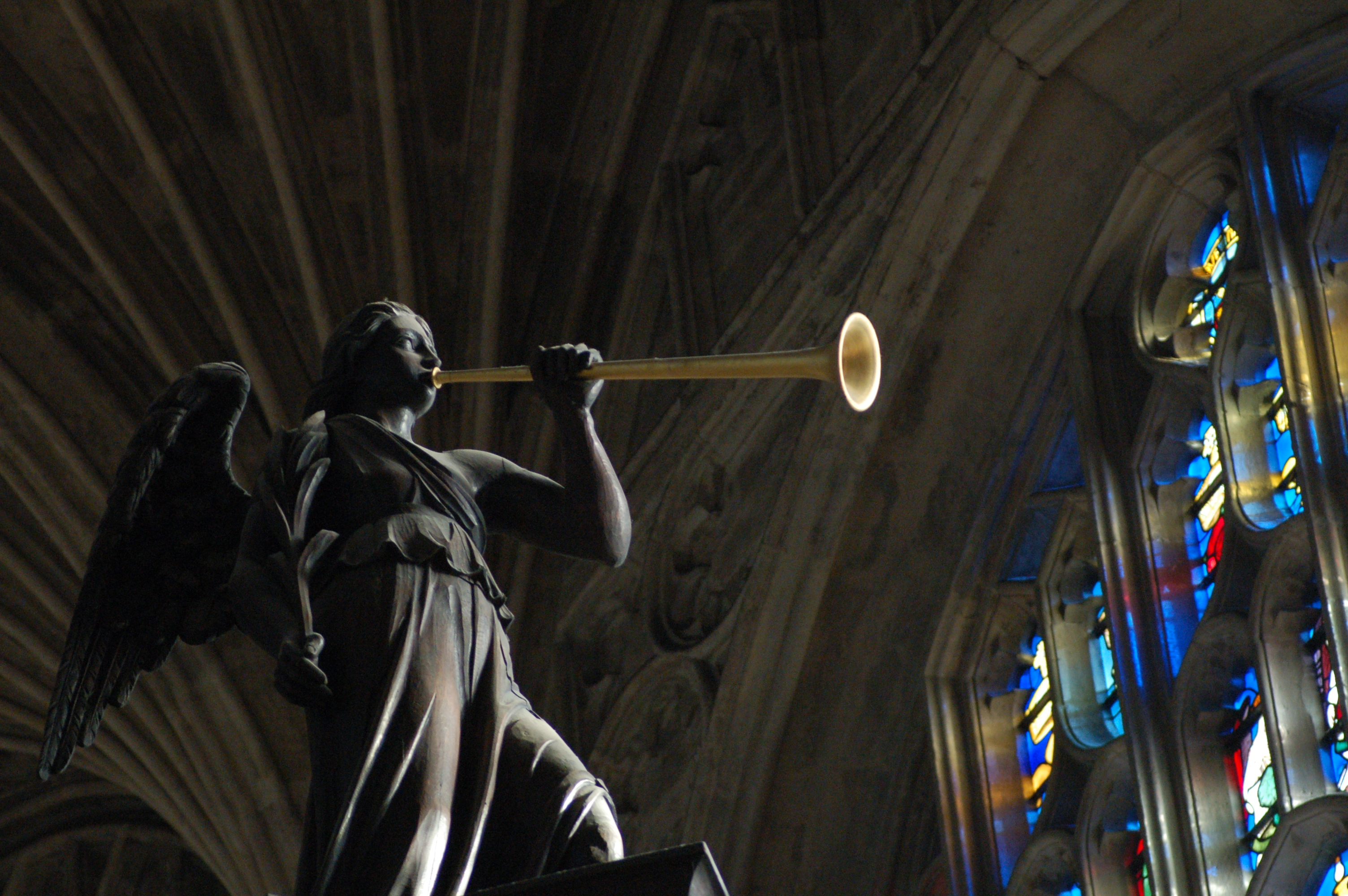
King's College : détail de l'orgue

Après avoir étudié l'orgue à King's College (Cambridge), il est devenu le directeur musical du chœur de cet établissement, de 1957 à 1974.
Titulaire de l'orgue de la cathédrale de Salisbury, puis de celui de la cathédrale de Worcester, il a également assuré la première mondiale du War Requiem de Benjamin Britten en 1963, d'abord à Pérouse et à Milan, puis à Venise.

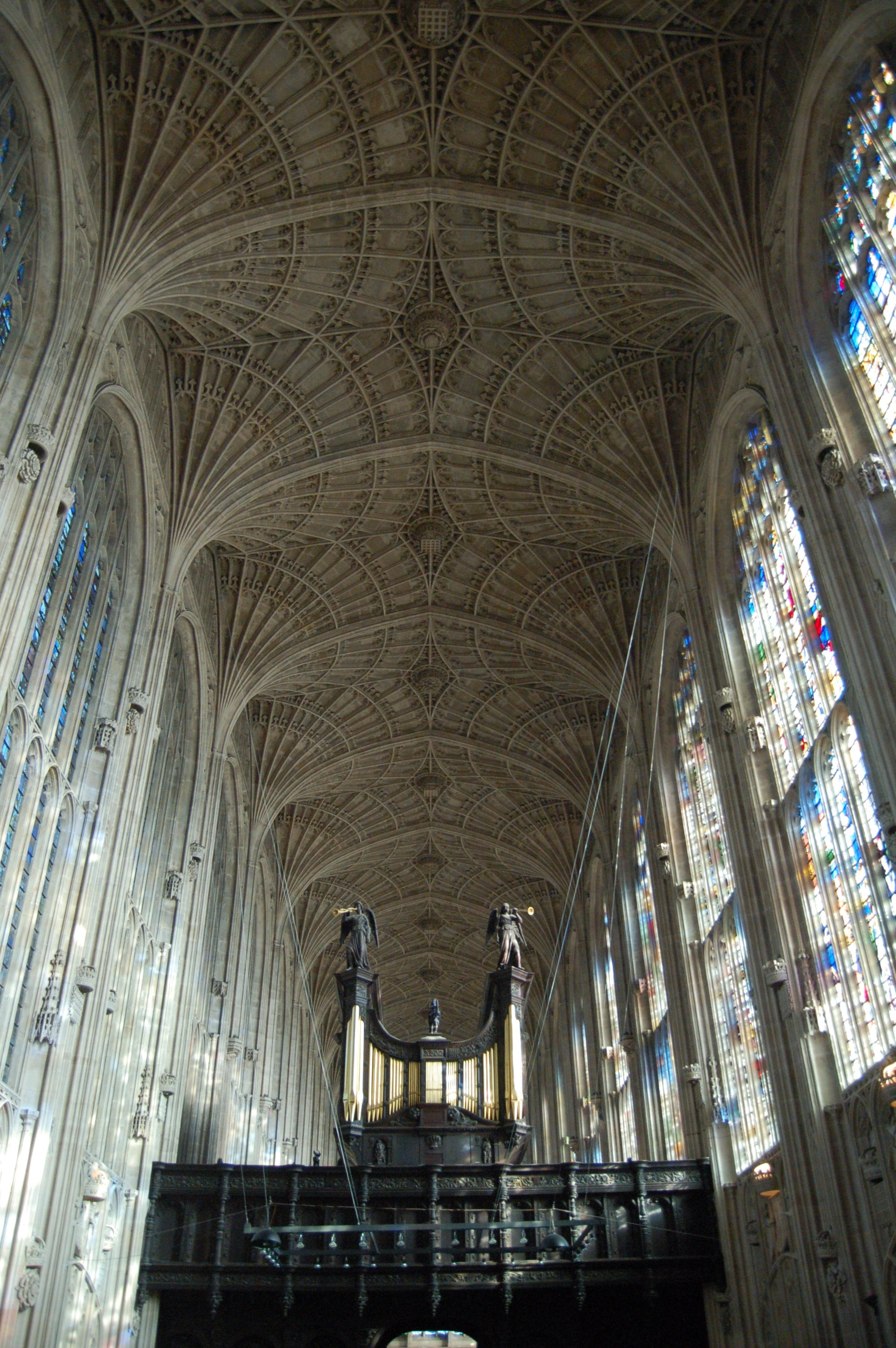
King's College : orgue de la chapelle

## Distinctions
- 1944 : Military Cross
- 1971 : commandeur de l'ordre de l'Empire britannique
- 1977 : chevalier de l'Empire britannique

## Discographie sélective
- Charpentier, Messe de Minuit H 9, James Bowman, alto, Ian Patridge, ténor, Christopher Keyte, basse, April Cantelo, soprano, Helen Gelmar, soprano, Choir of King's College Cambridge, English Chamber Orchestra LP Emi 1968 report CD